# Bázlivec olšový
Bázlivec olšový (Agelastica alni), též zádumčivec olšový, je brouk, jehož larvy poškozují listy žírem. Škodí především na olších a při přemnožení způsobuje holožír.

## EPPO kód
AGLAAL

## Synonyma
Podle EPPO je pro brouka s označením bázlivec olšový (Agelastica alni) používáno více rozdílných názvů, například Adimonia violacea, Chrysomela alni nebo Cryptocephalus violaceus.

## Zeměpisné rozšíření
Původní areál rozšíření je v Evropě, na Kavkaze, na Sibiři a v severovýchodním Kazachstánu. V 19. století byl přivezen do USA.
V Česku je běžným druhem.

## Popis
Dospělci jsou drobní, 6–8 mm velcí kulatí brouci. Jsou zbarveni černomodře s kovově fialovým leskem. Larvy jsou 12 mm velké housenky, černé barvy.

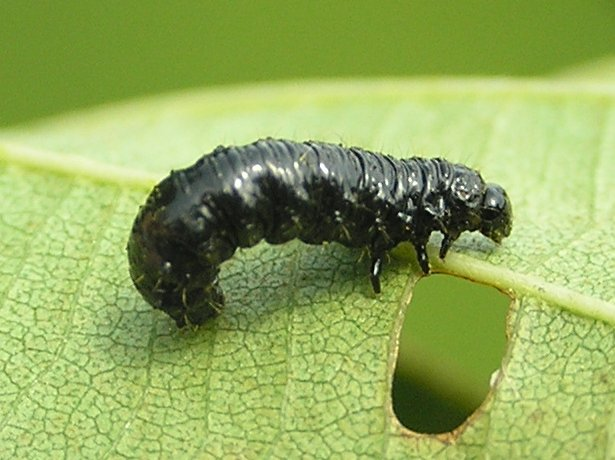
Larva s požerky.

## Biologie
Přezimují dospělí brouci. V květnu kladou na spodní stranu listů vajíčka. Mladé larvy se líhnou za dva týdny. Larvy se ale často zdržují společně, ve skupinách. Vyžírají hromadně plošky ve spodní pokožce listů. Později se rozlézají po listech, které skeletují nebo děrují. Dorostlé larvy se kuklí v půdě. V srpnu se líhnou dospělci.
Hostitelskou rostlinou je obvykle olše (Alnus spp.), ale i buk lesní (Fagus sylvatica), líska obecná (Corylus avellana), habr obecný (Carpinus betulus), lípa (Tilia spp.).
Vyskytuje se v parcích, lesích, zahradách a v okolí vodních toků, v oblastech výskytu olší. Okřídlení dospělci dovolují jeho šíření i na další území.

## Rostlinolékařský význam

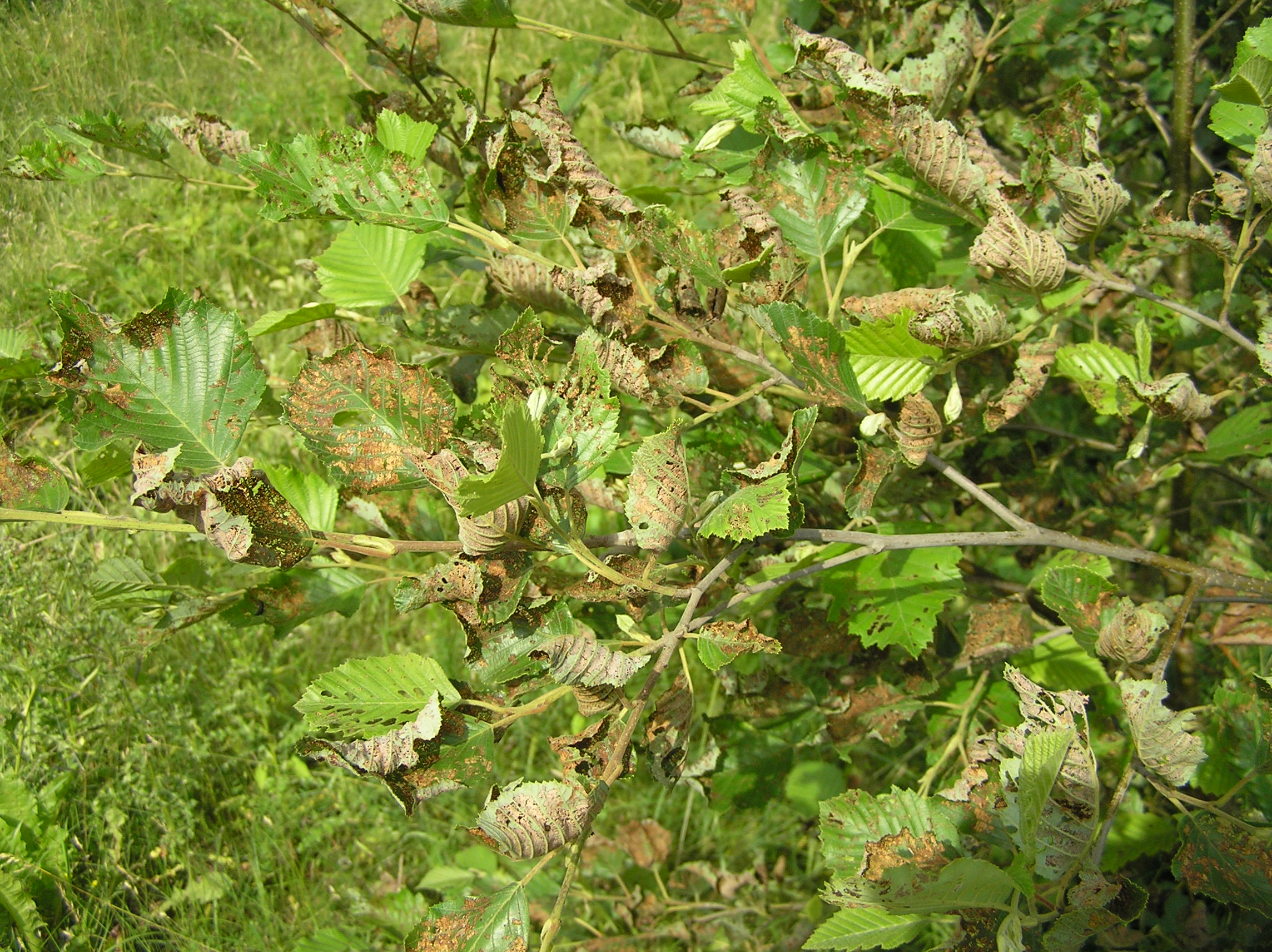
Poškozené olistění.

U napadených dřevin způsobuje bázlivec nepravidelné otvory v listech, požer může vést až ke zcela skeletovaným listům hostitelské rostliny. Přítomnost černých larev na listech je definitivním potvrzením jeho přítomnosti. Bázlivec olšový je nejvýznamnější škůdce olší, škody způsobuje ve školkách a u mladých dřevin. Hlavní škody způsobují larvy čtvrtého instaru.
Výskyt bázlivce olšového a jeho zjevné poškození nadzemních částí stromů byl dáván do příčinné souvislosti s odumíráním olší vlivem napadení houbou rodu Phytophtora (viz Fytoftorová kořenová hniloba). Prohlášení odborných pracovníků (Kyseláková Jolana, VULHM, Výzkumná stanice Kunovice) potvrdilo znepokojeným obyvatelům, že choroba šíří podél vodních toků výhradně zoosporami, poškození bázlivce olšového nemá na šíření přímý vliv ve smyslu, že by poškozením listů a větví vnikaly spory patogena, nebo že by bázlivec byl vektorem choroby.

### Ochrana rostlin
Je doporučeno zlepšit zdravotní stav rostlin zálivkou a přihnojením rostlin, což je potřebné k udržení jejich zdravotního stavu. Některé
zdroje naznačují, že výskyt tohoto hmyzu jsou vlastně prospěšný tím, že sníží pokryv vyššího patra a umožňuje regeneraci dřeviny vlivem přímého slunečního světla. Je rovněž doporučeno zvýšit populace přirozených nepřátel tím, že bude minimalizována ochrana rostlin insekticidy v dané oblasti.
Nebylo prokázáno, že použití insekticidů vede ve výsledku k snížení populace bázlivce oproti oblastem, kde nebyly použity. Lze použít KARATE se ZEON technologií 5 CS

## Fotogalerie

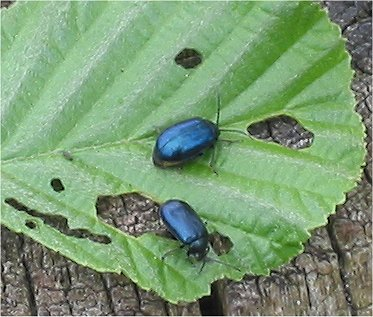
Bázlivec olšový s požerky
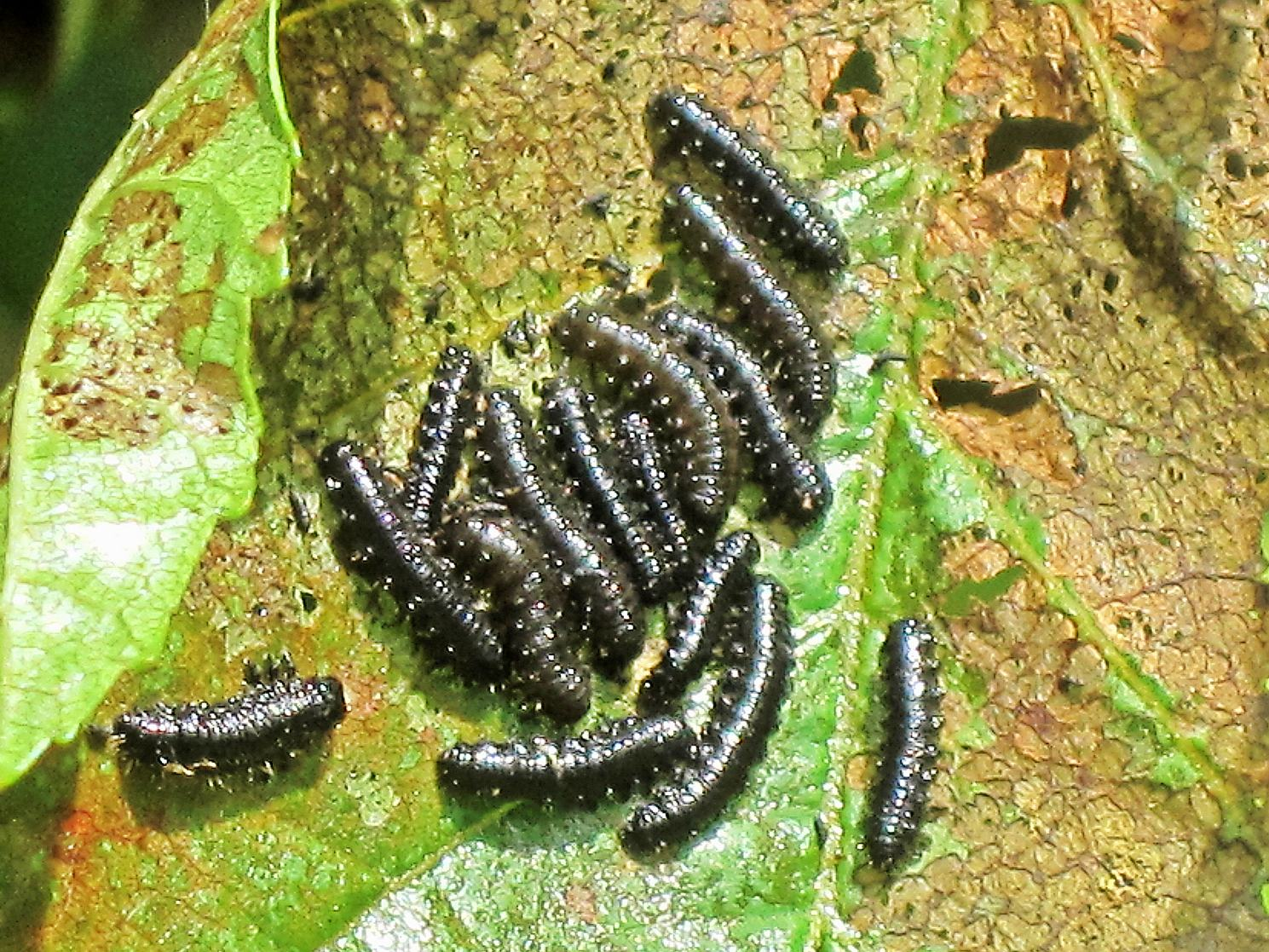
Larvy
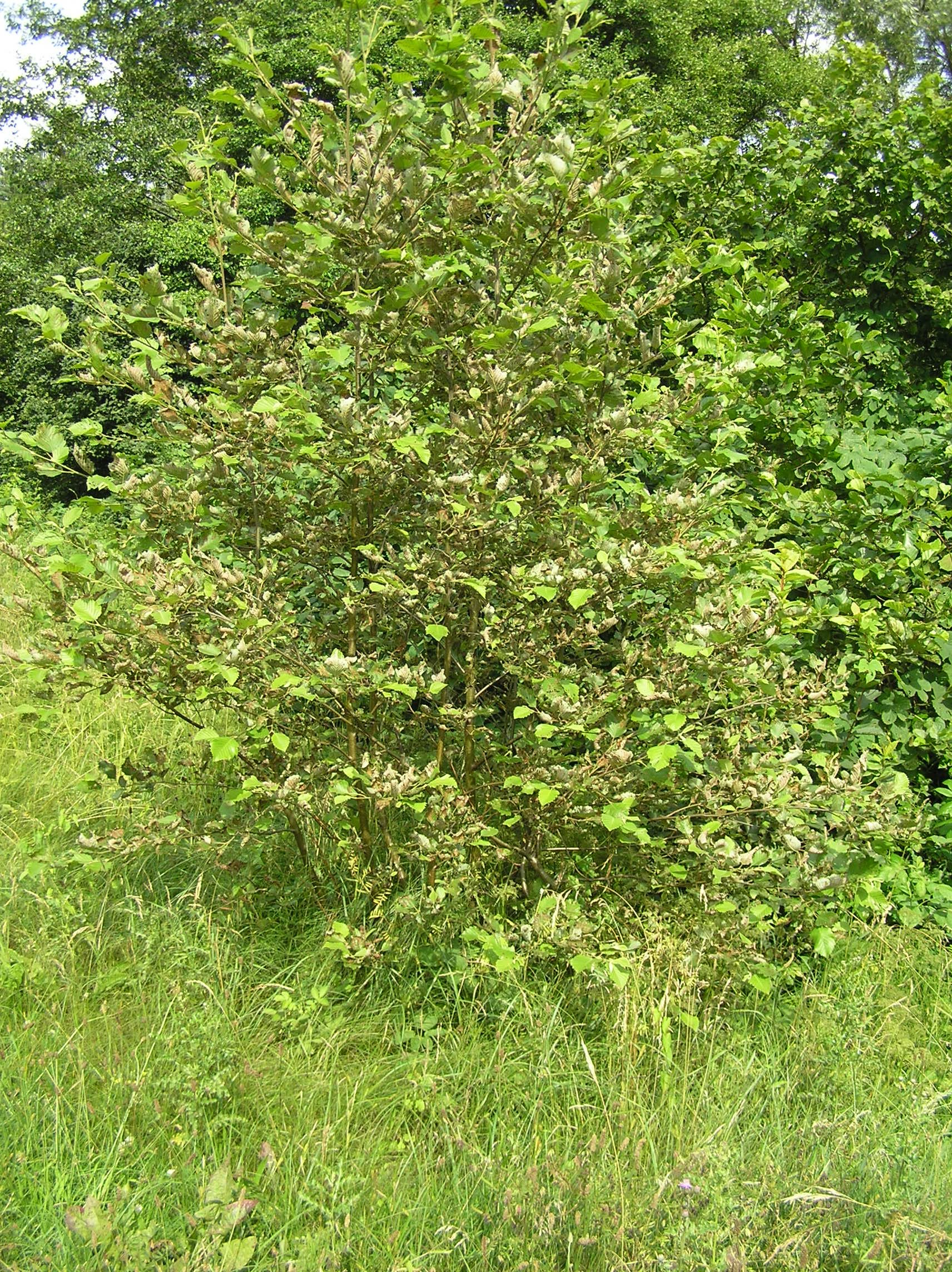
Poškozený mladý strom